# جنگ (ادبیات)
جُنگ یا بیاض مجموعه ای از داستان ها و مطالب خواندنی، خاصه شعر است که با سلیقه و همت یک یا چند تن گردآوری شده باشد. جنگ واژه‌ای جاوه‌ای به معنی کِشتی و مترادف سفینه در عربی است و نامگذاری آن به بیاض به علت قطع دراز (=بیاضی) این مجموعه‌ها در قدیم بوده‌است. سفینه که سابقه‌ای دراز در ادبیات فارسی دارد، شکل قدیم‌تر جنگ به شمار می‌رود. جنگ به لحاظ محتوای دارای انواعی است. جنگ‌ها را گاه کشکول و ندرتاً جریده و خرقه و دستور نیز خوانده‌اند.